# Dana Salah
Dana Salah (in arabo دانا صلاح‎?, Dānā Ṣalāḥ, pronuncia levantina: [ˈdæːnæː ˈsˤlˤɑːħ]), nota anche con lo pseudonimo di King Deco (Amman, 1989), è una cantautrice e produttrice discografica giordana di origini palestinesi.

## Biografia

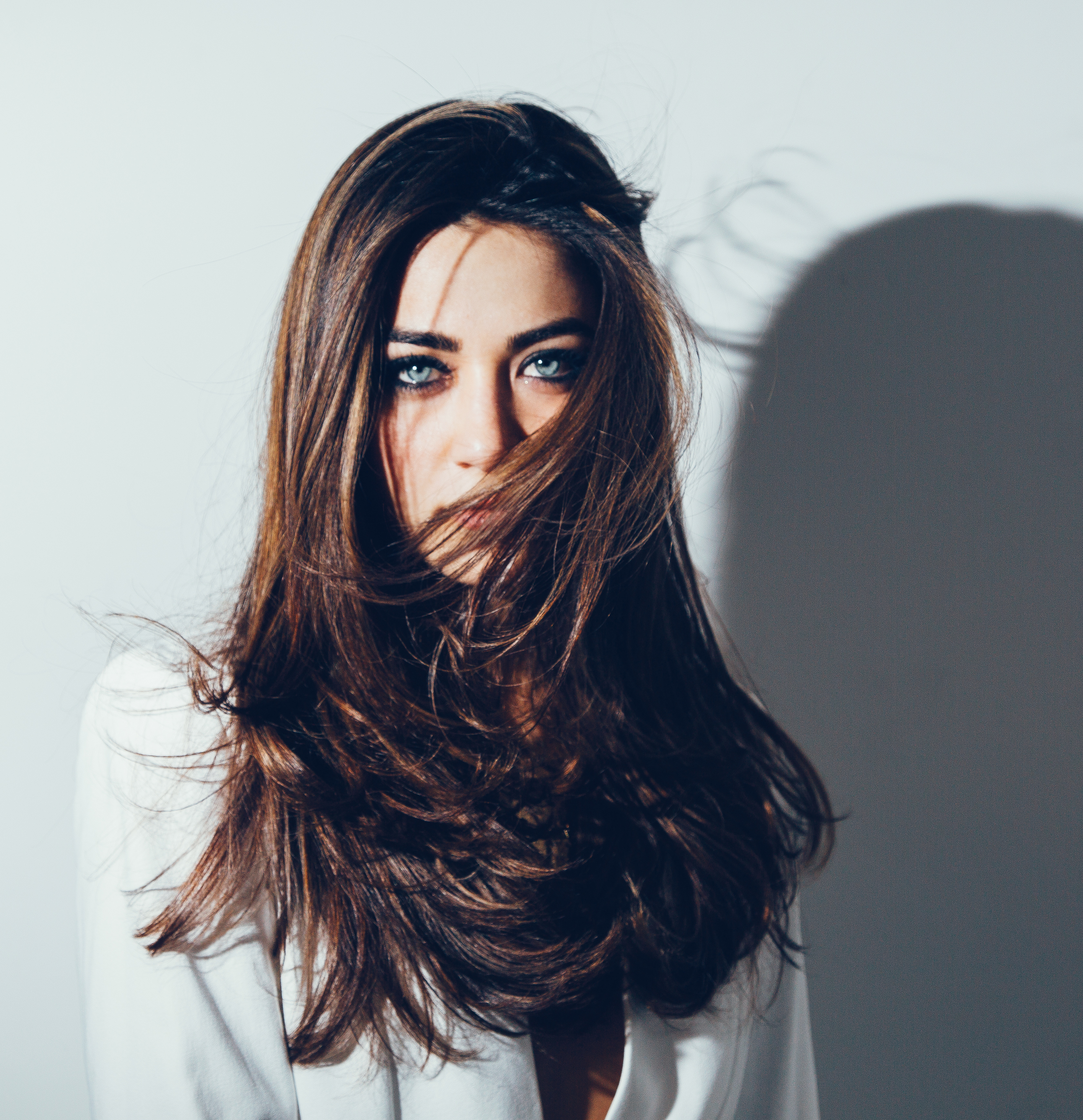
Dana Salah nel 2013

Nata e cresciuta nella capitale giordana, Dana Salah inizia a comporre all'età di 9 anni. In tenera età le viene diagnosticato il disturbo da deficit di attenzione/iperattività. Si forma all'Università Duke nella Carolina del Nord.
Salah intraprende la propria carriera a New York, esordendo come DJ a Brooklyn e come autrice per altri artisti con lo pseudonimo King Deco; compone anche musica per annunci pubblicitari televisivi, compreso uno spot Maybelline, e lavora per breve tempo come modella per Bobbi Brown Cosmetics. Il suo singolo del 2017 Move That Body ottiene oltre 11 milioni di riproduzioni su Spotify, raggiunge il 6º posto della classifica US iTunes Dance e il 25º della classifica Billboard Dance.
Nel 2021, durante la pandemia da COVID-19 e reduce dal successo del proprio singolo del 2019 Castaway, Salah fa ritorno in Giordania e pubblica il suo primo singolo in arabo, Weino, abbandonando il vecchio pseudonimo. Il brano, che incorpora le sonorità del daf e di altri strumenti tradizionali della musica araba, ottiene più di 1 milione di visualizzazioni su YouTube nell'arco di 3 mesi, e viene aggiunto a oltre 1000 playlist personali su Spotify. Nel 2022, in qualità di ambasciatrice Spotify Equal, Salah è la prima artista femminile giordana ad apparire su un cartellone a Times Square.
Nell'ottobre 2023, in risposta all'emergenza umanitaria nella striscia di Gaza durante la guerra di Israele contro Hamas, Salah collabora con altri 24 artisti nordafricani e mediorientali alla canzone Rajieen. Pubblica in seguito il brano Ya Tal3een, basato su Yā ṭāliʿīn ʿalā l-jabal (يا طالعين على الجبل‎), un canto popolare delle donne palestinesi rivolto ai propri uomini reclusi nelle carceri israeliane.